# Epophthalmia kuani
Epophthalmia kuani är en trollsländeart som beskrevs av Jiang 1998. Epophthalmia kuani ingår i släktet Epophthalmia och familjen skimmertrollsländor. Inga underarter finns listade i Catalogue of Life.